# Teatro Lido
El Teatro Lido és una sala de teatre de Medellín, Colòmbia, situada a la banda oriental del Parque de Bolívar, en el centre de la ciutat. Va començar a funcionar el 1945 i el 2007, després d'una minuciosa restauració fou reinaugurat. El teatre és administrat pel Ballet Folclórico de Antioquia. Té una capacitat per a 1.100 espectadors i ofereix una variada programació durant tot l'any.